# 竹中星郎
竹中 星郎（たけなか　ほしろう、1941年- 2019年9月8日）は、日本の老年精神医学者。
東京生まれ。1966年千葉大学医学部卒業。1969年東京都立松沢病院勤務。1975年信州大学医学部精神医学教室講師。1979年社会福祉法人浴風会病院副院長。1998年大正大学教授・臨床心理学科長。放送大学客員教授。2019年9月8日食道がんで逝去。享年77。

## 著書
- 『老いの心と臨床』診療新社 精神科選書 1983　みすず書房、2010
- 『老年精神科の臨床 老いの心への理解とかかわり』岩崎学術出版社 1996
- 『鏡のなかの老人 痴呆の世界を生きる』ワールドプランニング 1997
- 『高齢者の孤独と豊かさ』日本放送出版協会 NHKブックス 2000
- 『介護スタッフにもとめられる高齢者を理解すること』新企画出版社 ホームヘルパー活動心得帳 2003
- 『明解痴呆学 高齢者の理解とケアの実際』日本看護協会出版会 2004
- 『高齢者の喪失体験と再生』青灯社 2005
- 『老いの心の十二章』左右社 放送大学叢書 2011
- 『「老い」を生きるということ 精神病理とケア』中央法規出版 2012
- 『精神科医がみた老いの不安・抑うつと成熟』朝日選書 2019

### 共編著
- 『老人医療・心理事典』長嶋紀一共編 中央法規出版 1986
- 『ナースのための精神医学 症状のとらえ方・かかわり方』浜田晋,広田伊蘇夫共編 日本看護協会出版会 1997
- 『老年期の心理と病理』編著 放送大学教育振興会 1998
- 『新しい痴呆の介護読本』須貝佑一,頼富淳子共著 新企画出版社 2002
- 『老年期の心理と病理』星薫共編著 放送大学教育振興会 2002
- 『本人と家族のための痴呆症介護百科』須貝佑一, 頼富淳子共著 永井書店 2003
- 『本人と家族のための認知症介護百科 知りたいことがなんでもわかる』須貝佑一,頼富淳子共著 永井書店 2010

## 論文
- Cinii

## 注
1. ↑  『「老い」を生きるということ』著者紹介
2. ↑  『精神科医がみた老いの不安・抑うつと成熟』（朝日選書，2019）著者紹介